# Steel Venom (Valleyfair)
Steel Venom in Valleyfair! (Shakopee, Minnesota, USA) ist eine Shuttle-Stahlachterbahn vom Modell Impulse Coaster Twist & Spike des Herstellers Intamin, die am 17. Mai 2003 eröffnet wurde.
Auf der 192 m langen Strecke wird der Zug mittels linearen Induktionsmotoren auf eine Geschwindigkeit von rund 110 km/h beschleunigt. Dabei erreicht der Zug eine maximale Höhe von 53,3 m bei einer Schienenhöhe von 56,4 m. Die beiden Türme, die sich vor und hinter der Station befinden, besitzen eine Steigung bzw. Gefälle von 90°. Im Gegensatz zu Wicked Twister in Cedar Point ist nur der Turm in Fahrtrichtung verdreht (twisted), während der andere Turm eine gerade Strecke besitzt. Auf dem geraden Turm wird bei der letzten Durchfahrt der Zug kurz gestoppt.

## Züge
Steel Venom besitzt einen Zug mit sieben Wagen. In jedem Wagen können vier Personen (zwei Reihen à zwei Personen) Platz nehmen. Als Rückhaltesystem kommen Schulterbügel zum Einsatz.